# 정체
정체(政體, 영어: forms of government, polity)는 통치권의 행사 방법을 기준으로 한 국가 형태의 분류 기준이다. 국체에 상대되는 용어로서, 국체는 주권자가 누구냐에 의한 분류이며, 정체는 주권을 어떻게 행사하느냐에 의한 분류를 말한다.
정체의 유형은 민주제와 독재제, 단일제와 연방제, 입헌제와 비입헌제(전제 정체) 등으로 나눌 수 있다.
대한민국의 헌법은 민주제·간접제·입헌제를 채택하고 있다.

## 형태
- 민주제
- 독재제
- 단일제
- 연방제
- 입헌 정체
- 전제 정체

## 같이 보기
- 국체
- 정치 체제
- 정부 형태
- 단일 국가와 연방 국가